# Рошнев
Ро́шнев (укр. Рошнів) — село в Тысменицкой городской общине Ивано-Франковского района Ивано-Франковской области Украины.
Население по переписи 2001 года составляло 929 человек. Занимает площадь 18,93 км². Почтовый индекс — 77436. Телефонный код — 03436.